# Saison 1971-1972 de l'USM Alger
Chronologie
Saison précédente Saison suivante
La saison 1971-1972 de l'USM Alger est la 6e saison du club en première division du championnat d'Algérie. L'équipe est engagée en championnat (appelé National I), et en Coupe d'Algérie. En Coupe d'Algérie, le parcours vers la finale n'est pas facile, avec une différence d'un but en trois matchs sur quatre pour affronter HAMRA Annaba lors de l'ouverture du nouveau Stade du 5-Juillet-1962 par le président Houari Boumédiène et cela se solde par une défaite, Avant cela et lors de la finale des jeunes contre le RC Kouba, Nacer Guedioura devient le premier à marquer un but dans le nouveau stade pour les amener à remporter la coupe. Le club est privé des services de Kamel Tchalabi qui dispute la finale militaire et malgré le fait qu'il lui ait été promis de jouer s'il avait participé à une mi-temps et marqué, il ne participe pas au match.

## Compétitions

### Championnat d'Algérie
| Date              | J  | Adversaire     | Lieu           | Résultat | Buteurs pour l'USMA |
| 5 septembre 1971  | 1  | NAR Alger      | Ext            | 1 - 2    |                     |
| 12 septembre 1971 | 2  | MC Oran        | Dom            | 1 - 1    |                     |
| 19 septembre 1971 | 3  | NR Kesentina   | Ext            | 2 - 1    | Berroudji           |
| 3 octobre 1971    | 4  | MO Constantine | Ext            | 1 - 1    |                     |
| 10 octobre 1971   | 5  | JSM Tiaret     | Dom            | 3 - 1    |                     |
| 16 octobre 1971   | 6  | NA Hussein Dey | Ext            | 0 - 0    | -                   |
| 24 octobre 1971   | 7  | USM Bel-Abbès  | Dom            | 2 - 0    |                     |
| 8 novembre 1971   | 8  | ES Guelma      | Ext            | 2 - 1    |                     |
| 14 novembre 1971  | 9  | JS Kawkabi     | Dom            | 2 - 2    |                     |
| 21 novembre 1971  | 10 | ASM Oran       | Ext.           | 5 - 1    | -                   |
| 5 décembre 1971   | 11 | MC Alger       | Dom.           | 1 - 3    | Hamici 50e          |
| 12 décembre 1971  | 12 | WR Sétif       | Ext.           | 2 - 1    |                     |
| 23 décembre 1971  | 13 | CR Belouizdad  | Dom            | 0 - 4    |                     |
| 26 décembre 1971  | 14 | WA Tlemcen     | Ext.           | 3 - 1    |                     |
| 1er janvier 1972  | 15 | HAMR Annaba    | Brakni, Blida  | 3 - 1    | Aissaoui (x3)       |
| 13 février 1972   | 16 | NAR Alger      | Dom            | 0 - 3    |                     |
| 20 février 1972   | 17 | MC Oran        | Ext            | 3 - 2    |                     |
| 27 février 1972   | 18 | NR Kesentina   | Dom            | 1 - 1    |                     |
| 18 mars 1972      | 19 | MO Constantine | Dom            | 3 - 0    |                     |
| 2 avril 1972      | 20 | JSM Tiaret     | Ext            | 2 - 1    |                     |
| 8 avril 1972      | 21 | NA Hussein Dey | Brakni (Blida) | 0 - 1    | -                   |
| 16 avril 1972     | 22 | USM Bel-Abbès  | Ext.           | 3 - 0    |                     |
| 23 avril 1972     | 23 | ES Guelma      | Dom.           | 4 - 0    |                     |
| 1er mai 1972      | 24 | JS Kawkabi     | Ext            | 1 - 1    |                     |
| 7 mai 1972        | 25 | ASM Oran       | Dom.           | 0 - 1    |                     |
| 14 mai 1972       | 26 | MC Alger       | Ext.           | 0 - 1    | Tchalabi 39e        |
| 21 mai 1972       | 27 | WR Sétif       | Dom            | 1 - 0    |                     |
| 28 mai 1972       | 28 | CR Belouizdad  | Ext            | 2 - 3    |                     |
| 11 juin 1972      | 29 | WA Tlemcen     | Dom.           | 1 - 1    |                     |
| 18 juin 1972      | 30 | USM Annaba     | Ext.           | 1 - 0    |                     |

## Classement final
Le classement est établi sur le barème de points suivant : une victoire vaut 3 points, un match nul 2 point et une défaite 1 point.
| Rang | Équipe           | Pts | J  | G  | N  | P  | Bp | Bc | Diff |
| ---- | ---------------- | --- | -- | -- | -- | -- | -- | -- | ---- |
| 1    | MC Alger         | 70  | 30 | 14 | 12 | 4  | 48 | 28 | +20  |
| 2    | CR Belcourt      | 68  | 30 | 15 | 8  | 7  | 57 | 30 | +27  |
| 3    | MO Constantine P | 68  | 30 | 14 | 10 | 6  | 46 | 32 | +14  |
| 4    | MC Oran T        | 67  | 30 | 12 | 13 | 5  | 36 | 29 | +7   |
| 5    | ES Sétif         | 61  | 30 | 11 | 9  | 10 | 36 | 37 | -1   |
| 6    | RC Kouba         | 60  | 30 | 11 | 8  | 11 | 51 | 39 | +12  |
| 7    | ASM Oran P       | 60  | 30 | 11 | 8  | 11 | 37 | 37 | 0    |
| 8    | NA Hussein Dey   | 59  | 30 | 11 | 7  | 12 | 31 | 20 | +11  |
| 9    | JS Kabylie       | 59  | 30 | 10 | 9  | 11 | 38 | 42 | -4   |
| 10   | JSM Tiaret       | 59  | 30 | 10 | 9  | 11 | 34 | 44 | -10  |
| 11   | HAMR Annaba P    | 59  | 30 | 7  | 15 | 8  | 25 | 32 | -7   |
| 12   | CS Constantine   | 58  | 30 | 10 | 8  | 12 | 26 | 31 | -5   |
| 13   | USM Bel-Abbès    | 57  | 30 | 6  | 15 | 9  | 24 | 30 | -6   |
| 14   | WA Tlemcen P     | 57  | 30 | 8  | 11 | 11 | 39 | 51 | -12  |
| 15   | USM Alger        | 55  | 30 | 9  | 7  | 14 | 38 | 47 | -9   |
| 16   | ES Guelma        | 43  | 30 | 3  | 7  | 20 | 25 | 63 | -38  |

Résultat
- Champion d'Algérie 1971-1972

Relégation
- Relégation en Nationale II

Abréviations
T : Tenant du titre

P : Promus de Nationale II

### Coupe d'Algérie
| Date           | Heure | Tour            | Adversaire     | Stade (ville)                   | Résultat | Buteurs pour l'USMA       |
|                | -     | 32e de finale   | Exempt         | -                               | -        |                           |
| 6 février 1972 | -     | 16e de finale   | WA Mostaganem  | -                               | 1 - 2    |                           |
| 5 mars 1972    | -     | 8e de finale    | MO Constantine | -                               | 3 - 2    | Aissaoui (x2) et Tchalabi |
| 26 mars 1972   | -     | Quart de finale | USM Bel-Abbès  | Stade 19 juin 1965 (Oran)       | 2 - 0    |                           |
| 24 avril 1972  | -     | Demi-finale     | NA Hussein Dey | (Alger)                         | 1 - 0    |                           |
| 25 juin 1972   | -     | Finale          | Hamra Annaba   | Stade du 5 juillet 1962 (Alger) | 0 - 2    |                           |